# Drevo (filme)
Drevo é um filme de drama esloveno de 2014 dirigido e escrito por Sonja Prosenc. Foi selecionado como representante da Eslovênia à edição do Oscar 2016, organizada pela Academia de Artes e Ciências Cinematográficas.

## Elenco
- Katarina Stegnar
- Jernej Kogovsek
- Lukas Matija Rosas Ursic